# Église Saint-Pierre de Vaux-sous-Coulombs
Pour les articles homonymes, voir Église Saint-Pierre.
L'église Saint-Pierre est une église catholique située à Coulombs-en-Valois, en France.

## Localisation
L'église est située dans le département français de Seine-et-Marne, sur la commune de Coulombs-en-Valois.

## Historique
L'édifice est classé au titre des monuments historiques en 1919.